# Astatumen tamaensis
Astatumen tamaensis är en djurart som tillhör fylumet trögkrypare, och som först beskrevs av Fusa Sudzuki H. 1975.  Astatumen tamaensis ingår i släktet Astatumen och familjen Hypsibiidae. Inga underarter finns listade i Catalogue of Life.